# Prisión de Österåker
La Prisión de Österåker (en sueco: Anstalten Österåker) es un recinto penitenciario ubicado en el Municipio de Österåker, a treinta kilómetros al norte de Estocolmo, Suecia. Es una prisión de seguridad Clase C, con una capacidad para 146 reclusos. La instalación también incluye un centro de detención provisional con capacidad para 80 reclusos. La prisión de Österåker fue construido en 1969 como un reemplazo de la Prisión de Långholmen, en Estocolmo. Desde 1976 la prisión se concentra en los internos con diferentes tipos de problemas de abuso.